# Clément Julien Joseph Lefebure
Clément Julien Joseph Lefebure, född den 9 april 1861 i Bryssel, död 12 april 1928, var en belgisk militär.
Lefebure blev underlöjtnant vid grenadjärregementet 1883 och befordrades efter hand till överste och, sedan han avgått ur aktiv tjänst, generalmajor (1923). Han var chef för statens normalskola för gymnastik och fäktning 1902–1907. Lefebure var särskilt känd för sitt stora intresse och sin framgångsrika verksamhet för belgiska folkets fysiska fostran och den svenska gymnastikens införande såväl i armén som i landets skolor. Efter en studieresa i Sverige 1898–1899 utgav han det mycket uppmärksammade arbetet L'éducation physique en Suède (1903; ny upplaga 1908), som utgick i 12 000 exemplar, samt det likaledes vitt spridda arbetet Méthode de gymnastique éducative.